# Charles E. Chamberlain

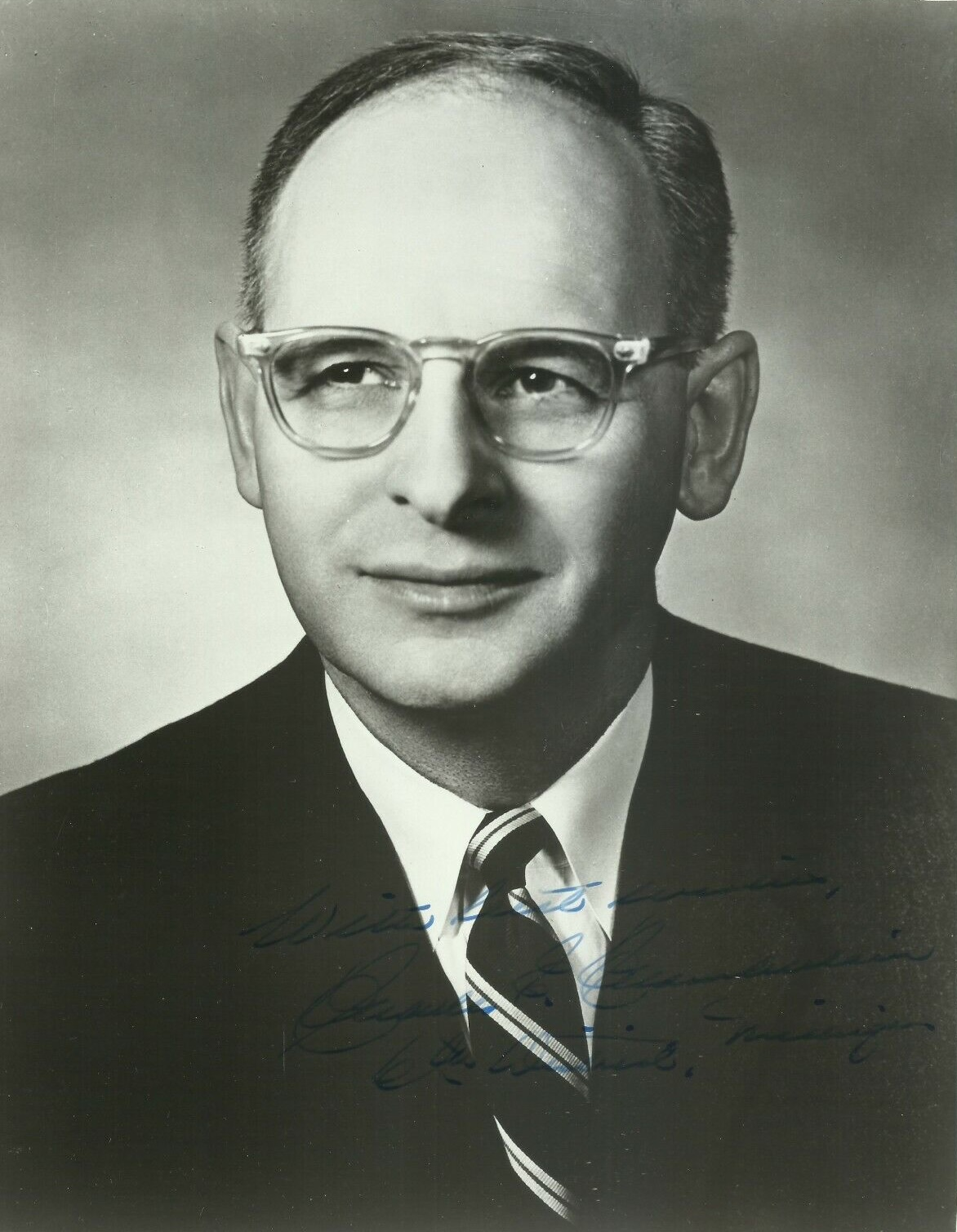
Charles E. Chamberlain (1971)

Charles Ernest Chamberlain (* 22. Juli 1917 in Locke, Ingham County, Michigan; † 25. November 2002 in Leesburg, Virginia) war ein US-amerikanischer Politiker. Zwischen 1957 und 1974 vertrat er den Bundesstaat Michigan im US-Repräsentantenhaus.

## Werdegang
Charles Chamberlain besuchte zunächst die Lansing Central High School und studierte danach bis 1941 an der University of Virginia in Charlottesville. Während des Zweiten Weltkrieges diente er zwischen 1942 und 1946 in der US-Küstenwache, deren Reserve er bis 1977 angehörte. Von 1946 bis 1947 war er beim Internal Revenue Service beschäftigt. Nach einem anschließenden Jurastudium an der University of Virginia und seiner im Jahr 1949 erfolgten Zulassung als Rechtsanwalt begann er, in seinem neuen Beruf zu arbeiten. 1950 wurde er stellvertretender Staatsanwalt im Ingham County. Danach war er Prozessanwalt der Stadt East Lansing. Außerdem wurde er juristischer Berater für den Rechtsausschuss des Senats von Michigan. In den Jahren 1955 und 1956 war Chamberlain erster Staatsanwalt im Ingham County.
Politisch war Chamberlain Mitglied der Republikanischen Partei. Bei den Kongresswahlen des Jahres 1956 wurde er im sechsten Wahlbezirk von Michigan in das US-Repräsentantenhaus in Washington, D.C. gewählt, wo er am 3. Januar 1957 die Nachfolge von Donald Hayworth antrat. Nach acht Wiederwahlen konnte er bis zum 31. Dezember 1974 fast neun Legislaturperioden im Kongress absolvieren. Er trat vier Tage vor dem offiziellen Ende seiner letzten Legislaturperiode am 3. Januar 1975 von seinem Mandat zurück. In Chamberlains Zeit als Kongressabgeordneter fielen unter anderem der Vietnamkrieg, die Bürgerrechtsbewegung und die Watergate-Affäre. Außerdem wurden damals der 23., der 24., der 25. und der 26. Verfassungszusatz beraten und verabschiedet.
1974 verzichtete Charles Chamberlain auf eine weitere Kandidatur. In den folgenden Jahren zog er sich aus der Politik zurück. Er starb am 25. November 2002 in Leesburg und wurde in Lansing beigesetzt.